# Gerhard Unterkofler
Gerhard Unterkofler (* 1980) ist ein ehemaliger österreichisch-deutscher Snowboarder.

## Werdegang
Unterkofler nahm im Januar 1997 in Lenggries erstmals am Snowboard-Weltcup teil und belegte dabei den 59. Platz im Riesenslalom und den 49. Rang im Slalom. Im folgenden Monat wurde er bei den Juniorenweltmeisterschaften im Corno alle Scale Neunter im Riesenslalom. In den folgenden Jahren errang er bei den Juniorenweltmeisterschaften 1998 in Chamrousse den fünften Platz im Riesenslalom und bei den Juniorenweltmeisterschaften 1999 auf der Seiser Alm den 18. Platz im Parallel-Riesenslalom. In der Saison 1999/2000 erreichte er in Innichen mit dem vierten Platz im Parallelslalom seine beste Platzierung im Weltcup und mit dem 31. Platz im Parallel-Weltcup sein bestes Gesamtergebnis. Bei den Juniorenweltmeisterschaften 2000 in Berchtesgaden kam er auf den 13. Platz im Parallel-Riesenslalom und auf den fünften Rang im Parallelslalom. In den folgenden Jahren errang er meist Platzierungen im Mittelfeld und startete ab der Saison 2003/04 für den deutschen Snowboardverband. Bei den Snowboard-Weltmeisterschaften 2005 in Whistler belegte er den 19. Platz im Parallel-Riesenslalom und den 17. Rang im Parallelslalom. In der Saison 2005/06 erreichte er den dritten Platz in der Parallel-Riesenslalom-Wertung des Europacups und den 31. Platz im Parallel-Weltcup. Seinen 63. und damit letzten Weltcup absolvierte er im März 2006 in Furano, welchen er auf dem 18. Platz im Parallel-Riesenslalom beendete.

## Weltcup-Gesamtplatzierungen
| Saison    | Gesamt | Gesamt | Parallel | Parallel | Parallel-Riesenslalom | Parallel-Riesenslalom | Parallelslalom | Parallelslalom |
| Saison    | Punkte | Platz  | Punkte   | Platz    | Punkte                | Platz                 | Punkte         | Platz          |
| --------- | ------ | ------ | -------- | -------- | --------------------- | --------------------- | -------------- | -------------- |
| 1997/98   | 3      | 127.   | -        | -        | -                     | -                     | -              | -              |
| 1998/99   | 2      | 127.   | -        | -        | -                     | -                     | -              | -              |
| 1999/2000 | 59     | 100.   | 558      | 31.      | 558                   | 31.                   | -              | -              |
| 2000/01   | 107    | 73.    | -        | -        | -                     | -                     | 1280           | 28.            |
| 2001/02   | -      | -      | 18       | 63.      | 36                    | 73.                   | 60             | 64.            |
| 2002/03   | -      | -      | 58       | 69.      | -                     | -                     | -              | -              |
| 2003/04   | -      | -      | 173      | 52.      | -                     | -                     | -              | -              |
| 2004/05   | -      | -      | 966      | 29.      | -                     | -                     | -              | -              |
| 2005/06   | -      | -      | 954      | 31.      | -                     | -                     | -              | -              |